# Chandelier
Pour les articles homonymes, voir chandelier (homonymie).

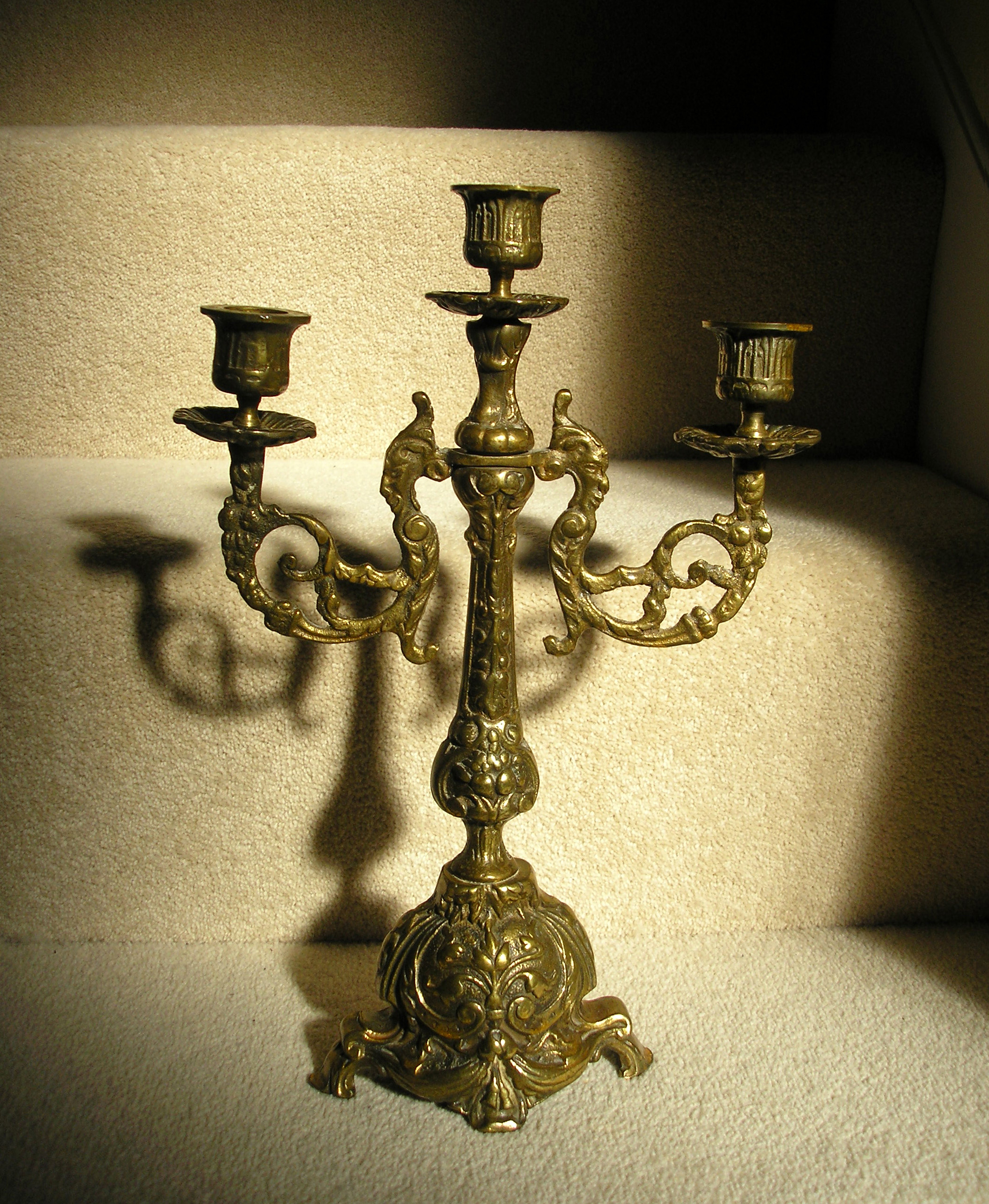
Un chandelier ou candélabre à trois branches en bronze.

Un chandelier est un objet qui sert de support à des chandelles, des cierges ou des bougies. 
Chandelier désigne également un métier, c'est-à-dire l'artisan qui fabrique et vend des chandelles de suif. 

## Étymologie et sens
« Chandelier » est un terme dérivé de « chandelle », qui apparaît en 1294 mais il signifie alors autre chose que de nos jours. À l'époque médiévale, l'ustensile destiné à recevoir des chandelles (en latin : candela),, se dit chandelis, et le fabricant de chandelles s'appelle chandillon, chandelon, chandillier ou chandilleur.   
Il est à remarquer que « chandelier » et « candélabre » possèdent la même étymologie à travers le latin candelabrum.

« Deux hommes parurent, l'un tenant une chandelle qu'il fourra dans un chandelier de fer fixé à la muraille… (Charles Dickens, Oliver Twist, 1837) »

De nos jours, on utilise parfois « chandelier » pour « candélabre » et même pour « lustre » suspendu — l'usage en est possible car le mot « chandelier » est générique — « candélabre » et « lustre » ont, quant à eux, des sens spécifiques.

« Le plafond, …du milieu duquel pendait un immense chandelier vénitien… (Élémir Bourges, Le Crépuscule des dieux, 1884, p. 102). »

Par extension sémantique, il est désigné par « chandelier électrique » un appareil d'éclairage électrique en forme de chandelier et pourvu d'abat-jour, que l'on pose sur la table.

## Description et désignation

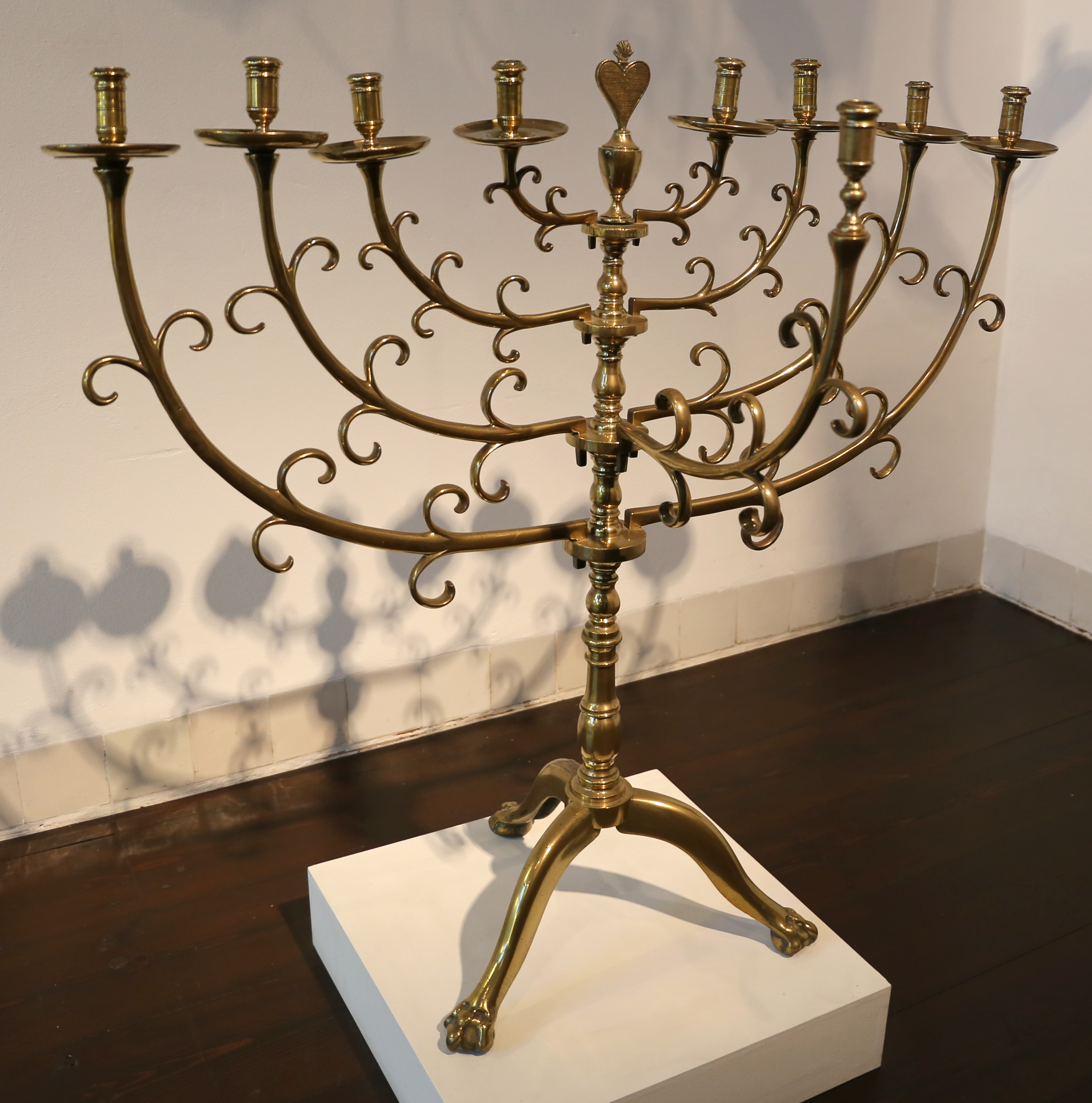
Hannoukia, Europe du Nord, 1808

On distingue le chandelier à verge (pique-cierge) du chandelier à bobèche. Pour l'un, on fiche le cierge sur une pointe, pour l'autre, on place la base de la bougie ou de la chandelle dans un petit vase qui la maintient. 

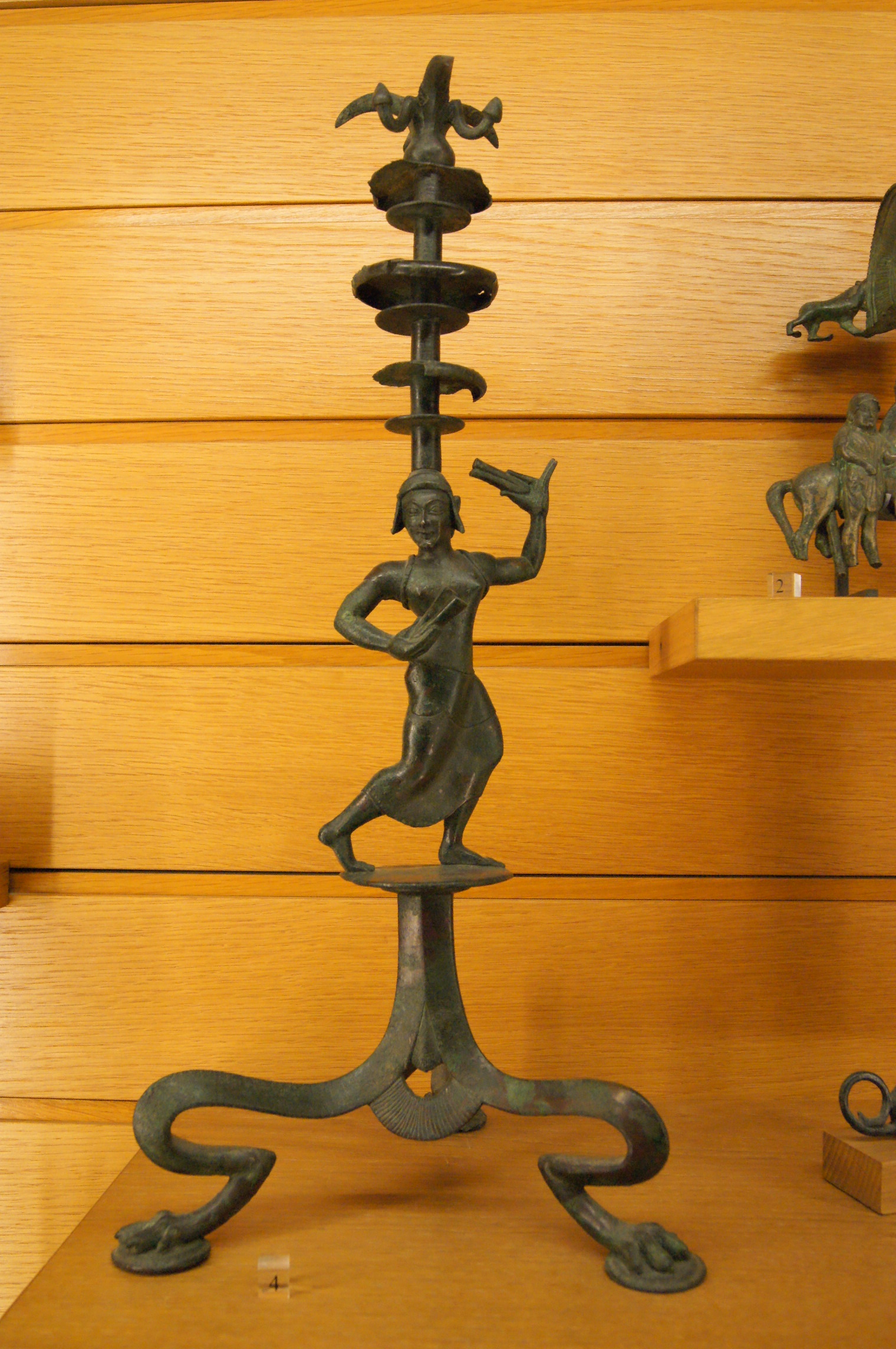
Chandelier en bronze,, antiquité étrusque, Musée du Louvre

Un chandelier peut porter une ou plusieurs bougies. Quand un chandelier à pied comporte plusieurs branches portant des bougies, on peut le nommer « candélabre » — ce terme étant plus approprié.
Au XVIIIe siècle, on appelait souvent « flambeau » le chandelier à pied de qualité portant une bougie de cire d'abeille. Ces flambeaux, quand ils sont l'ouvrage de grands orfèvres ou de grands bronziers, sont des objets d'art à part entière et ils se trouvent exposés dans les plus grands musées au même titre que les peintures et les sculptures.
L'un des principaux symboles du judaïsme est le chandelier à sept branches appelé menorah (« de la flamme ») dont la description se trouve dans le livre de l'Exode  (25:31-40). Le chandelier à neuf branches est quant à lui appelé « hanoukkia » et sert au culte lors de Hanoucca, la « fête des lumières » célébrée en hiver par les Juifs.
Il est abusif de nommer « bougeoir » un chandelier à balustre, qui porte une bougie en hauteur. Un bougeoir est un chandelier bas comportant un petit vase porte-bougie directement fixé sur un petit plateau, qui se transporte au moyen d'un manche ou d'un anneau avec poucier ; c'est habituellement un chandelier de table de nuit.

### Chandelle

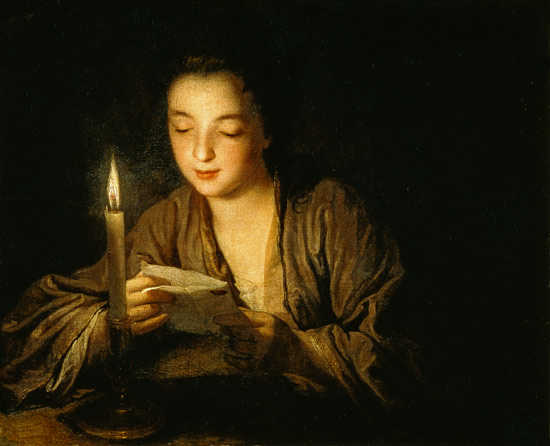
Jeune fille lisant une lettre à la bougie, Jean-Baptiste Santerre,

La chandelle est une sorte de bougie grasse fabriquée avec du suif par le chandelier qui transforme en combustible des graisses animales en les fondant, clarifiant, épurant puis en les moulant, le tout pour un faible coût,. 
Cette chandelle en suif et plus tard, au XIXe siècle, la bougie stéarique inventée par le chimiste Eugène Chevreul, ont été des moyens d'éclairage communs et relativement peu onéreux.  
Tout au contraire, la bougie de cire d'abeille purifiée, beaucoup plus coûteuse, est longtemps restée l'apanage « de l'autel et du Louvre », c'est-à-dire de l'église, du roi et des plus riches : elle donne un meilleur éclairage, brûle plus lentement et ne dégage pas d'odeur désagréable. La cire d'abeille employée pour ces chandelles est parfois à distinguer de la cire utilisée pour les lettres et les sceaux composée d'une gomme laque fondue et colorée appelée « cire du Portugal ». 
La chandelle de suif est fabriquée par un chandelier quand la bougie en cire est fabriquée par un cirier. 

### Forme

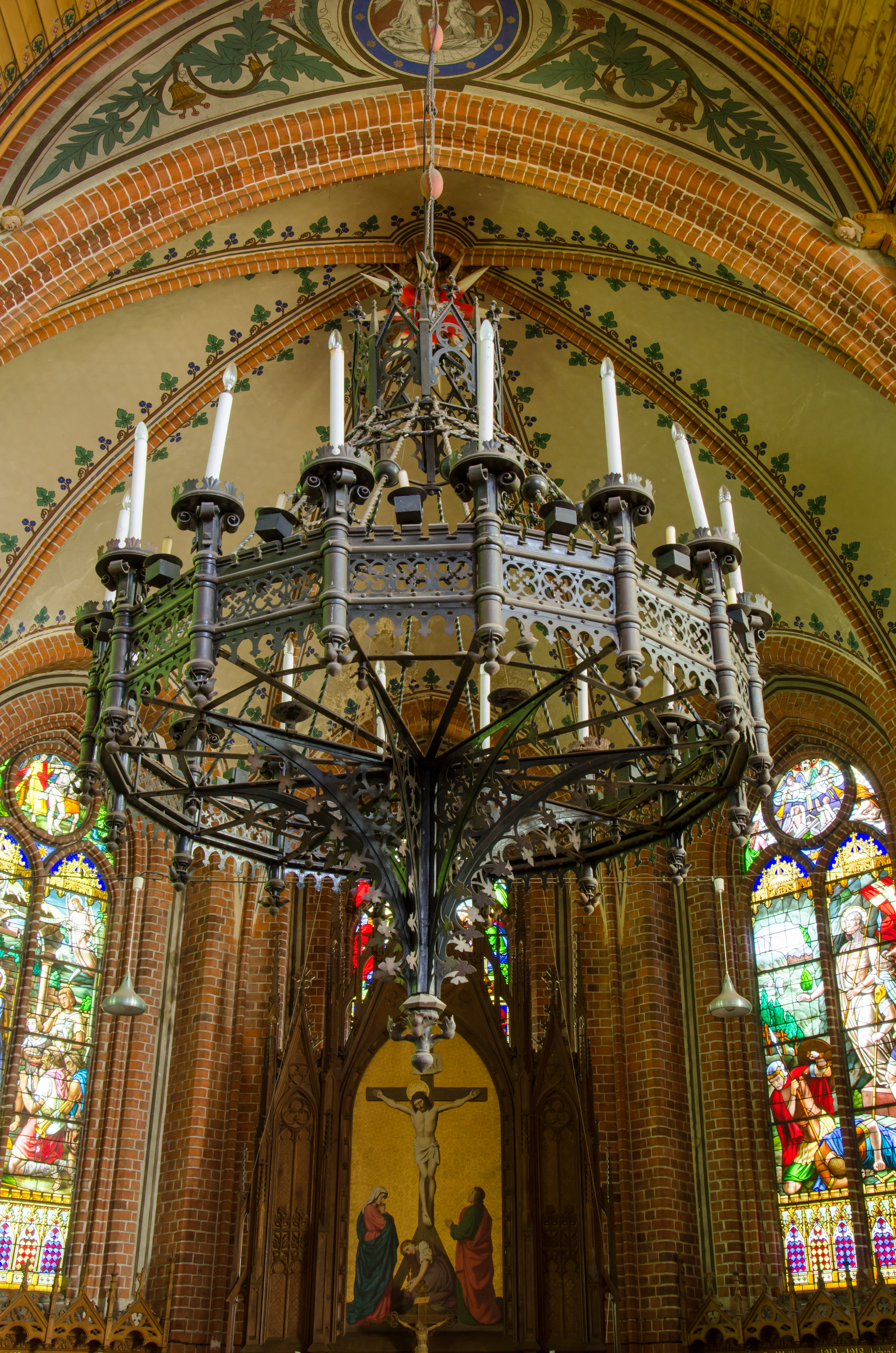
Chandelier en métal, église de Malchow (Allemagne)

À partir du Moyen Âge, les chandeliers élaborés — qu'ils soient laïcs ou religieux — prennent souvent des formes en ronde-bosse de type anthropomorphe, zoomorphe, voire fantastique. Ceux d’église portent parfois des dragons qui sont un symbole de la victoire de la lumière sur l’esprit des ténèbres.

### Matériaux
Le métal (alliages cuivre, argent, étain, fer blanc), la céramique (faïence et porcelaine), le bois (chandeliers de Bagard) et même le verre et le cristal sont employés dans la fabrication des chandeliers. Du XIIIe au  XIVe siècle, l’émaillerie limousine produit de remarquables chandeliers champlevés. Plus rarement, d'autres matériaux peuvent s'y allier comme le marbre pour le socle des chandeliers sur pied.

### Mode d'éclairage
Au XIXe siècle, chandeliers et bougies sont d'abord concurrencés par les lampes à huile techniques à cheminée de verre (lampe d'Argand, lampe Carcel), puis par les lampes à pétrole, enfin par l'éclairage au gaz de ville. Au XXe siècle, avec l'arrivée progressive de la « fée électricité » dans les habitations, ces divers moyens d'éclairage vont définitivement céder la place aux lampes électriques à filament incandescent, plus propres, plus lumineuses et moins dangereuses.
De nos jours, les chandeliers, le plus souvent en métal, sont encore utilisés dans les régions où l'électricité n'est pas ou peu présente ainsi que dans la plupart des lieux de culte, où leur fonction spirituelle de « porteurs de lumière » demeure.
Certains chandeliers anciens sont convertis en lampes électriques. Ces transformations sont réalisées pour des raisons esthétiques mais aussi afin de rester en accord décoratif avec un mobilier d'époque.

## Girandole

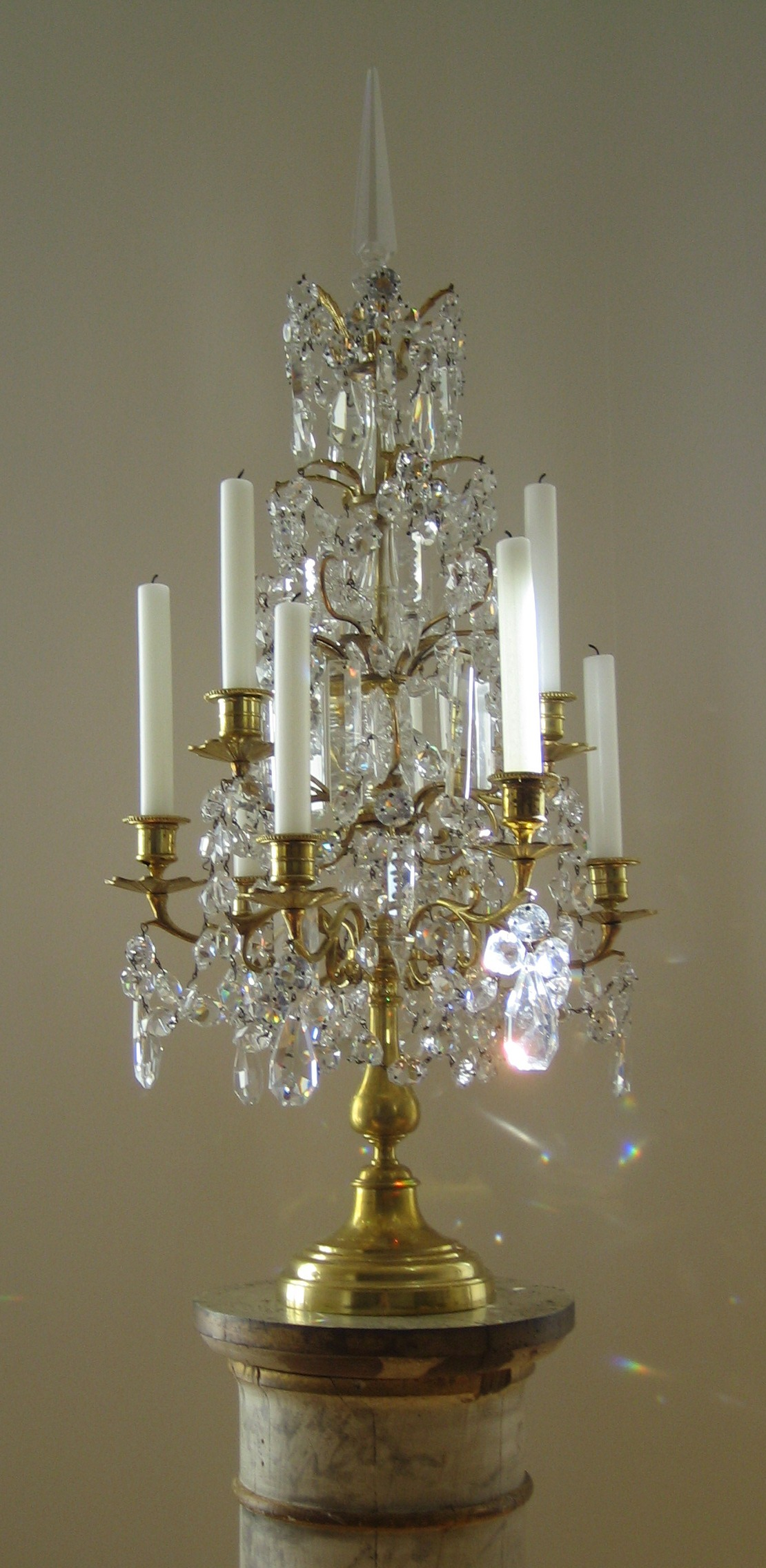
Girandole française en bronze doré, cristal, porphyre et marbre, XIXe siècle

La girandole (du latin gyrare, « tourner ») appartient au genre des chandeliers et à l'espèce des candélabres.
À la fin du XVIIe et au début du XVIIIe siècle, c'est un chandelier à pied comportant plusieurs branches disposées en pyramide, ordinairement garnies de cristaux ou de fleurs de porcelaine. Ce type de girandole accompagne le plus souvent des lustres dont elles sont la répétition lumineuse et décorative.
Dans la seconde moitié du XVIIIe siècle, les girandoles peuvent aussi se présenter avec des branches simplement dorées disposées en bouquet. Elles sont alors montées sur un trumeau, dans un vase, ou, elles sont encore portées par une statuette.
Selon leur importance, les girandoles peuvent être placées en applique contre les glaces, sur les cheminées, ou encore sur une table, un buffet, un guéridon, ou sur une torchère,.
Enfin, on nomme aussi parfois « girandole », un accessoire amovible du chandelier comportant deux ou plusieurs branches. Il s'agit alors d'un « bouquet » de lumières placé dans la bobèche du chandelier. Il est à noter que cet accessoire transforme un simple chandelier à pied en candélabre.

## Pique-cierge

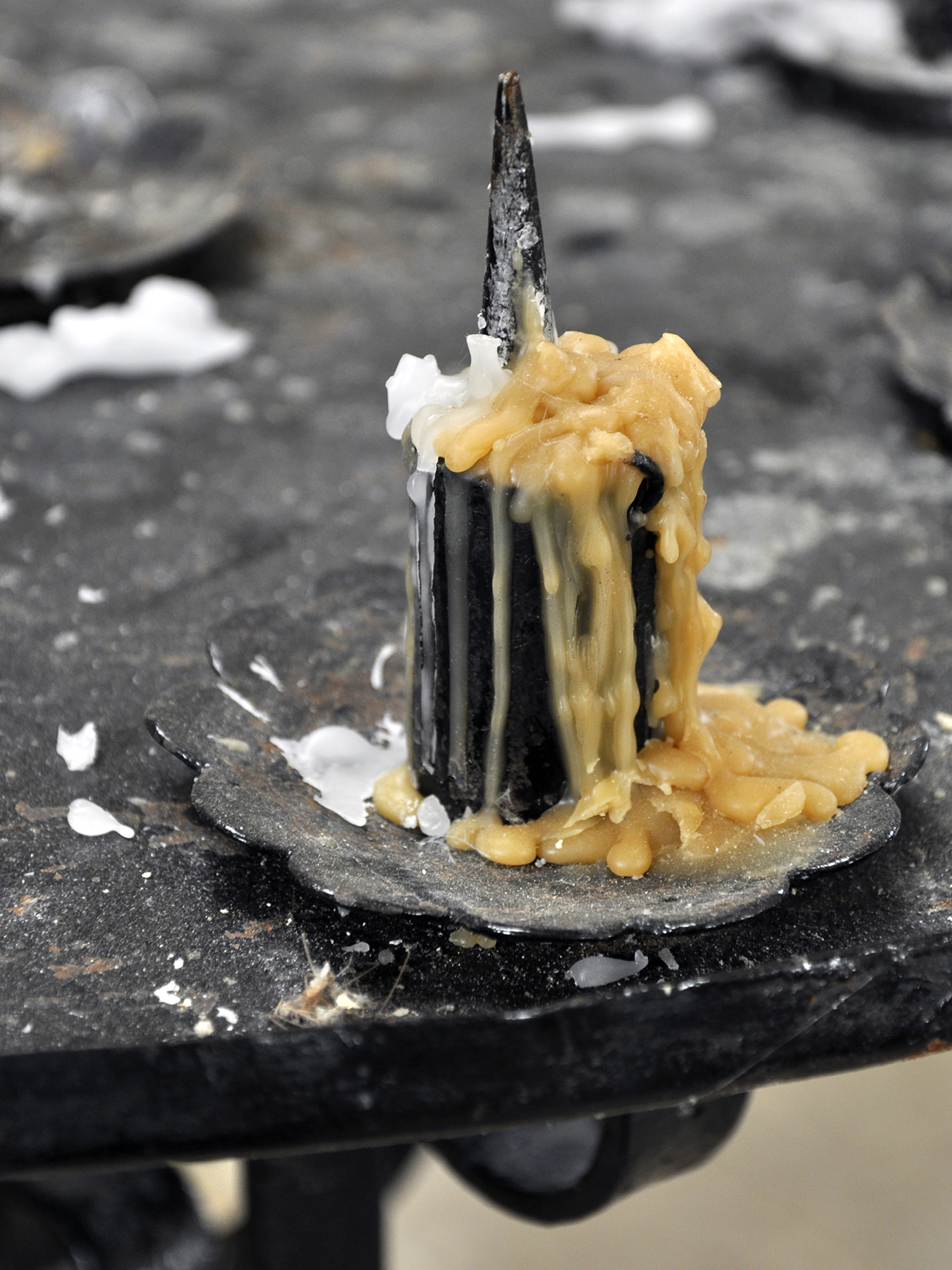
Coulées de cire sur un pique-cierge.

Un pique-cierge est un chandelier comportant une pique pour embrocher les bougies.
Les plus remarquables dans les églises catholiques sont le plus souvent destinés au cierge pascal (dénommé pied de cierge pascal).

## Chandelier à «faire binet»

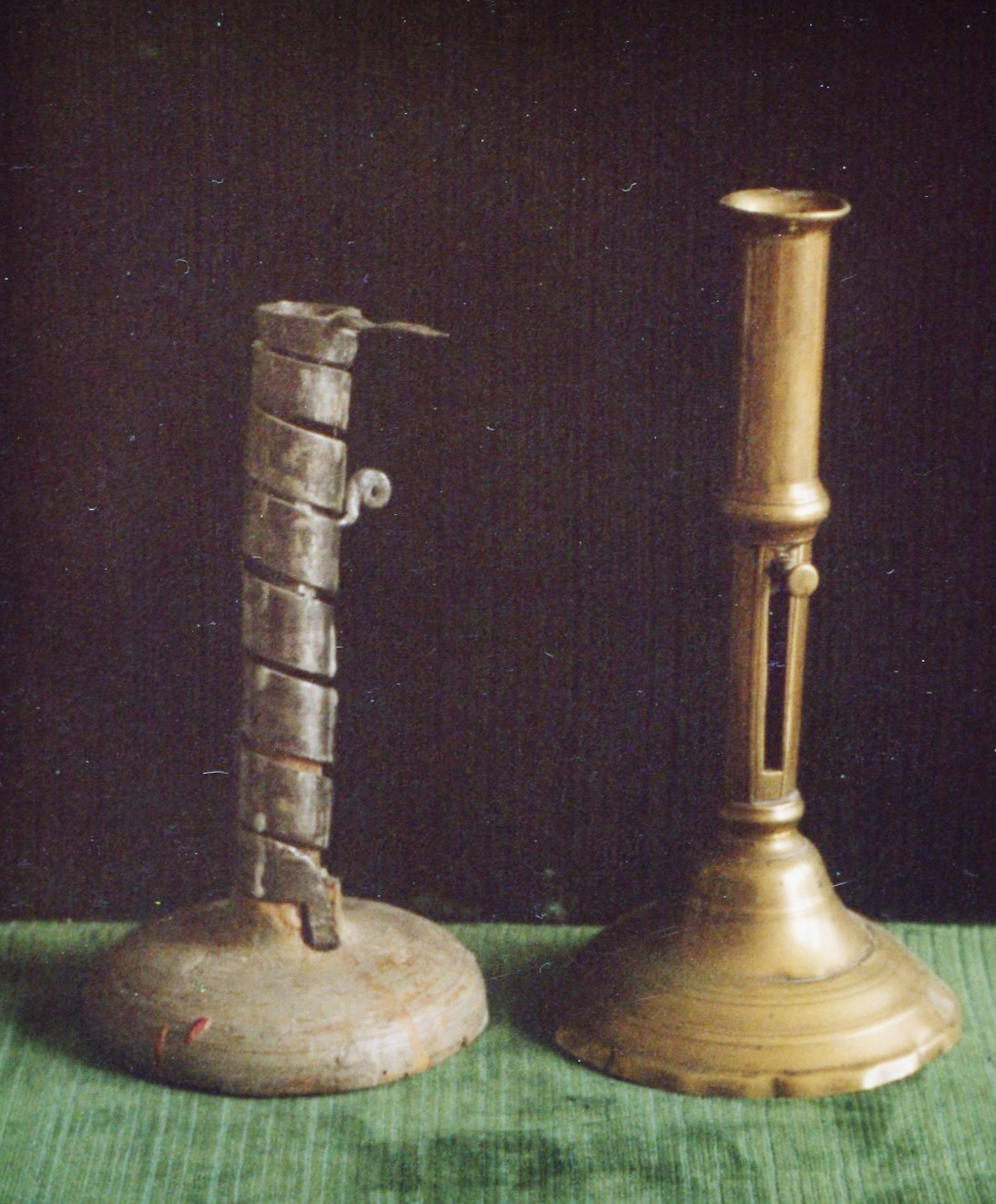
Chandeliers à faire binet

il s'agit d'un type de chandelier où le binet est considéré comme un fond de chandelier réglable. C'est un chandelier à système qui permet de brûler la chandelle jusqu’au bout en la repoussant vers le haut du chandelier. Au XIXe siècle, la locution « faire binet » tombe en désuétude ; elle survit néanmoins aujourd'hui dans l'expression « Faire des économies de bout de chandelles ».
On distingue :
- Le chandelier à binet tournant sur une rampe hélicoïdale. C'est le plus rustique et le plus ancien. Il est constitué d'un fer forgé enroulé en spirale. Le fond du chandelier monte par rotation d'une prise dans une gorge en hélice laissée libre. Ce type de chandelier est parfois dit « queue de cochon » par les antiquaires.
- Le chandelier à binet coulissant. Il est composé de tôle étamée ou de laiton. Le fond du chandelier monte en coulissant une prise dans une fente verticale ouverte dans le fût[29].
- Le chandelier à binet repoussé par un ressort. Il s'agit là d'un luminaire technique de scène de théâtre en fer laqué comportant un petit réflecteur étamé en demi-lune et d'un ressort grâce auxquels la flamme peut toujours rester à hauteur pour éclairer convenablement en direction de la scène. Ce type de chandelier deviendra ensuite très commun en tant que luminaire de lanterne de fiacre.

## Chandelier mural

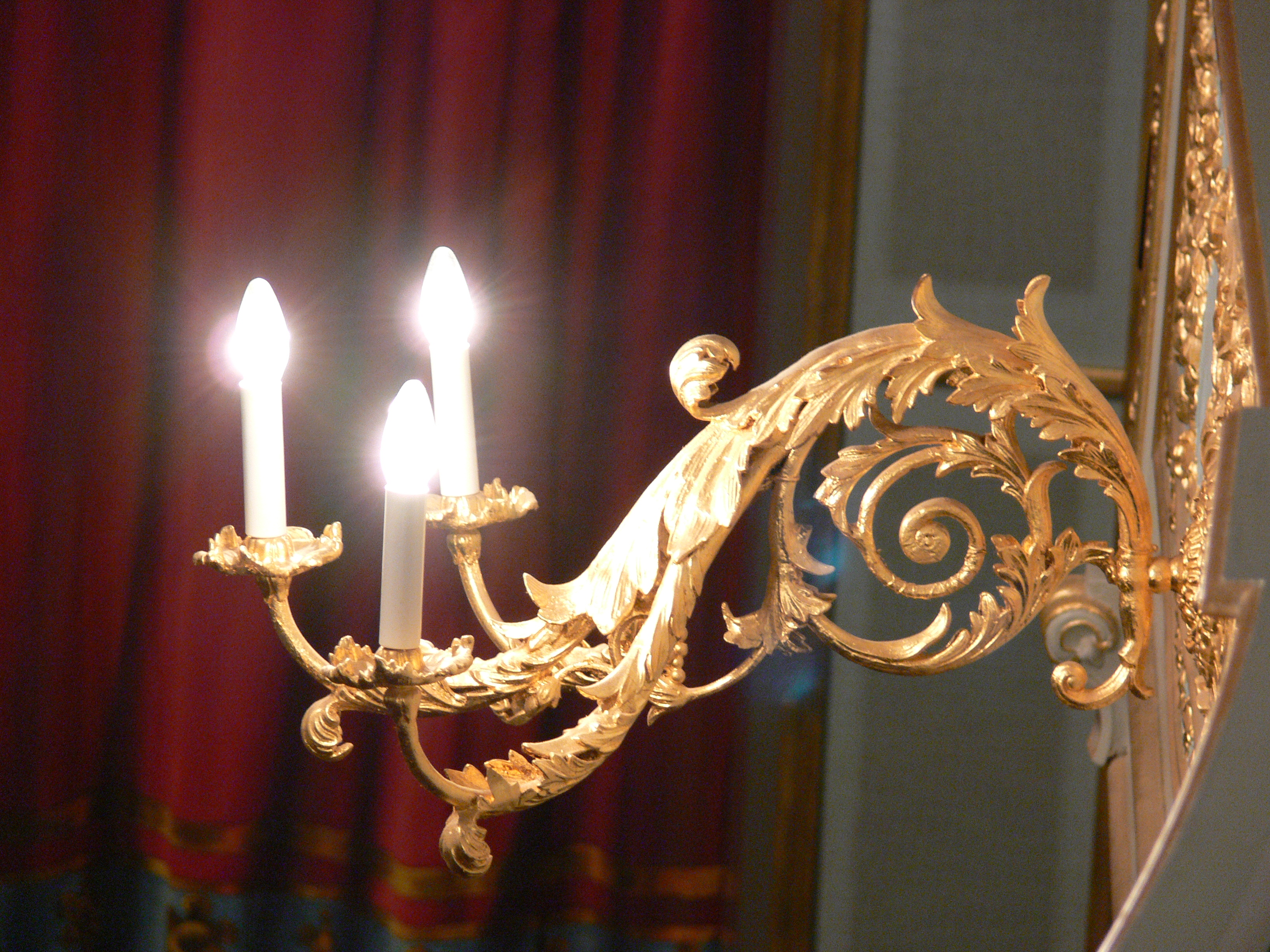
Chandelier mural (aujourd'hui électrifié), XIXe siècle s., théâtre Bamberg

Le terme « applique », utilisé en tant que substantif pour désigner un chandelier mural, est d'un usage relativement récent ; il n'apparaît qu'au XIXe siècle. Aux XVIIe et XVIIIe siècles, on distingue deux sortes de chandeliers muraux que l'on nomme respectivement « bras » et « plaques ». Les uns se rapportent à l'usage ancien des bras anthropomorphes sortant de la muraille et portant un luminaire tandis que les autres sont des chandeliers muraux comportant une surface réfléchissante.
Au XVe siècle, les bras de lumière sont très souvent de simples chandeliers de fer forgé accrochés et souvent articulés au mur ou sur la plate-bande de la hotte de la cheminée. Aux XVIIe et XVIIIe siècles, ces bras de lumière se font en bronze doré et ils sont fixés sur un support réduit surmonté d'attributs, très souvent un pot à feu.
Du XVe au XVIIe siècle, les plaques, d'abord en métal poli — les plus belles d'argent — deviennent au XVIIIe siècle des miroirs de dimension modeste encadrés de bois doré chantourné. Au bas de ces miroirs, sur un fleuron ou un mascaron, se trouve fixé un chandelier à une ou plusieurs branches, en fer ou en bois doré, destiné à porter les bougies qui se refléteront dans la glace.

## Chandelier suspendu

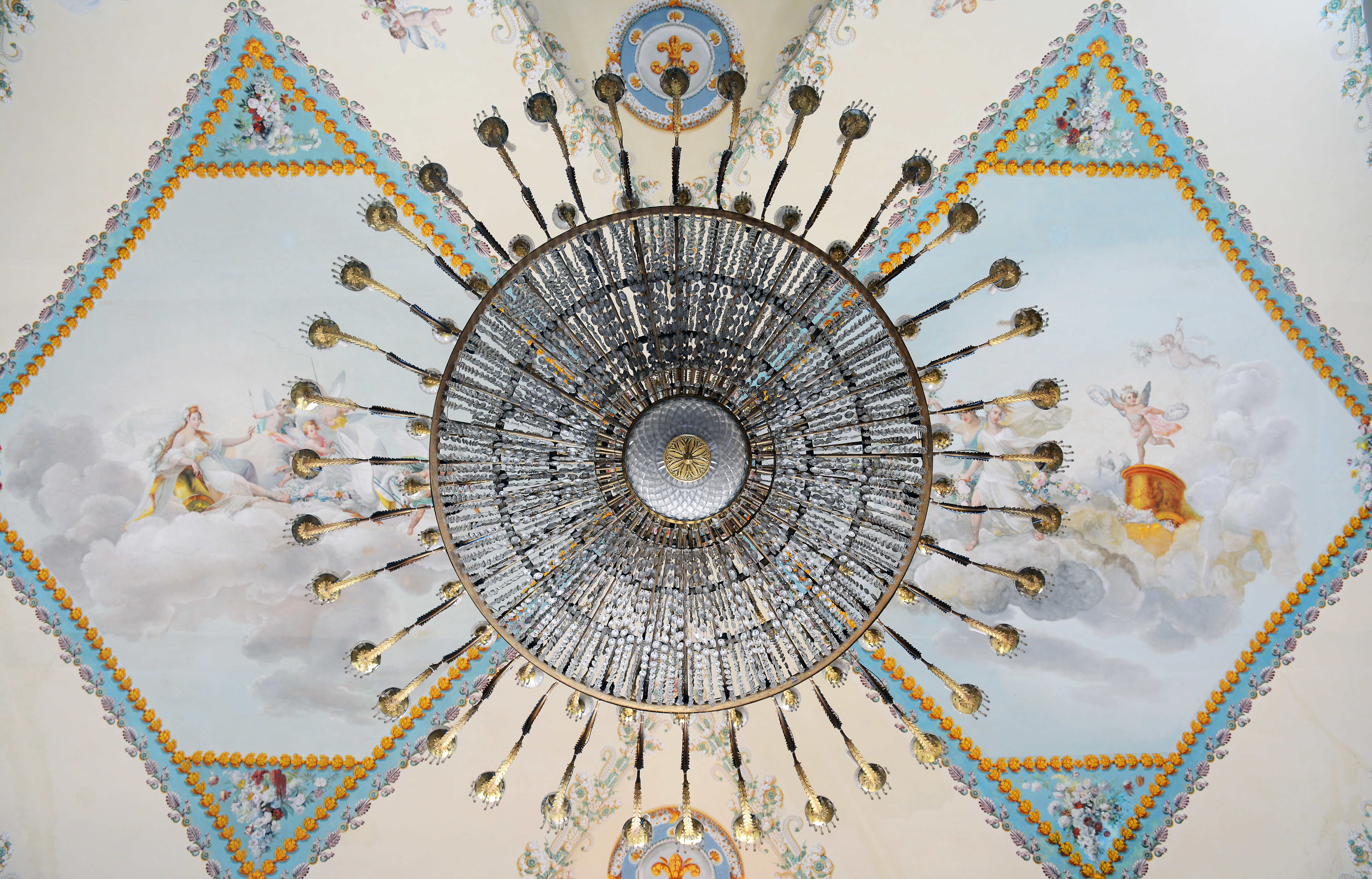
Chandelier suspendu, XIXe siècle s., Musée de Capodimonte, Naples.

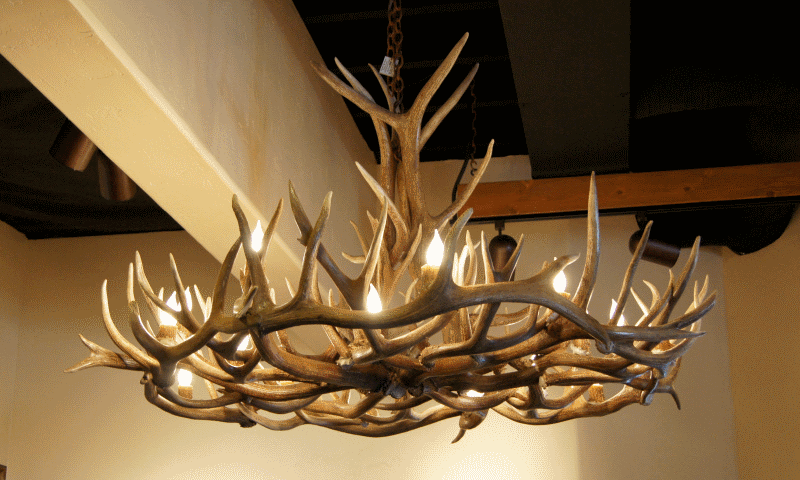
Lustre à massacre contemporain.

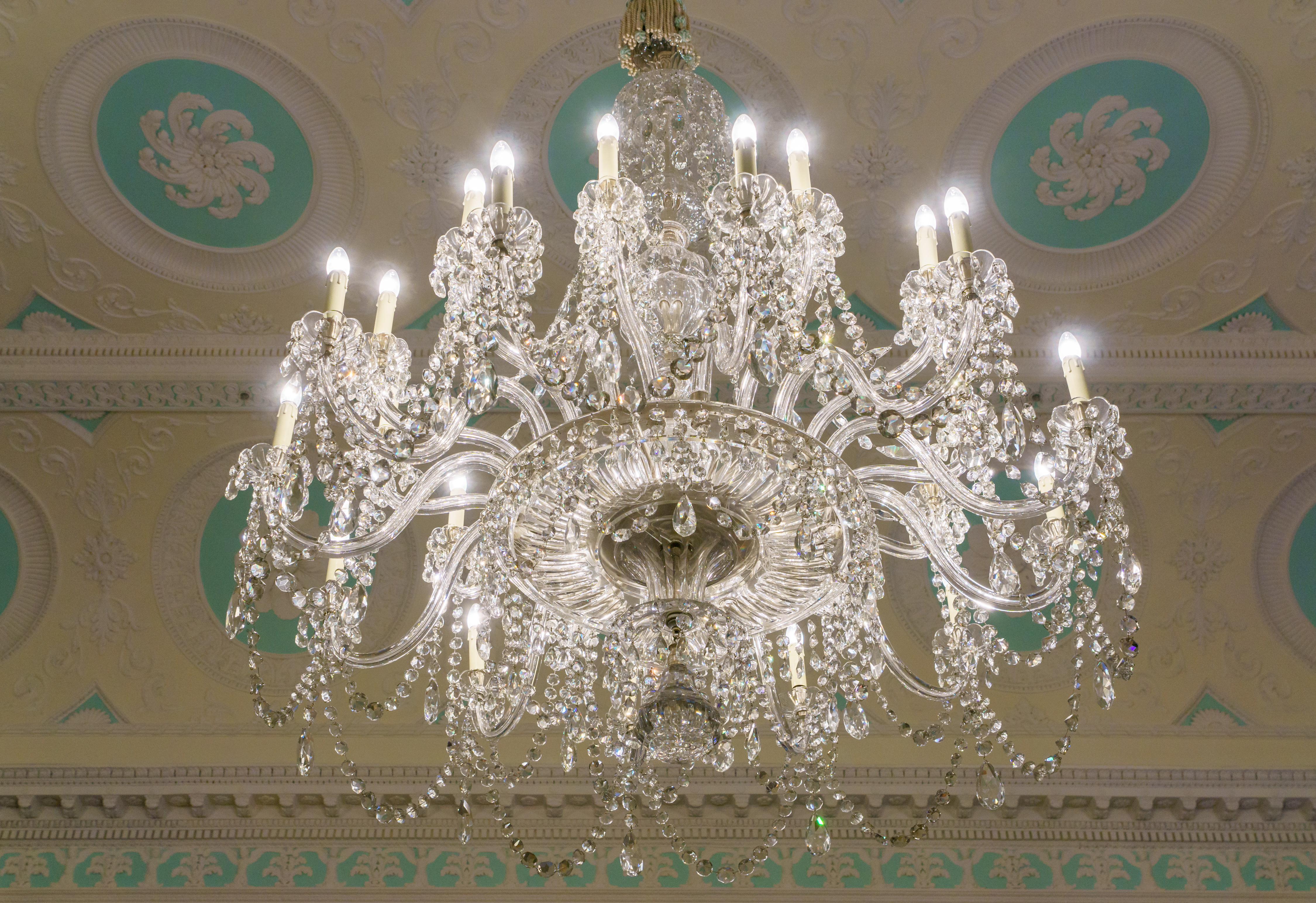
Chandelier à pampilles de cristal de 1763, Londres (Grande-Bretagne).

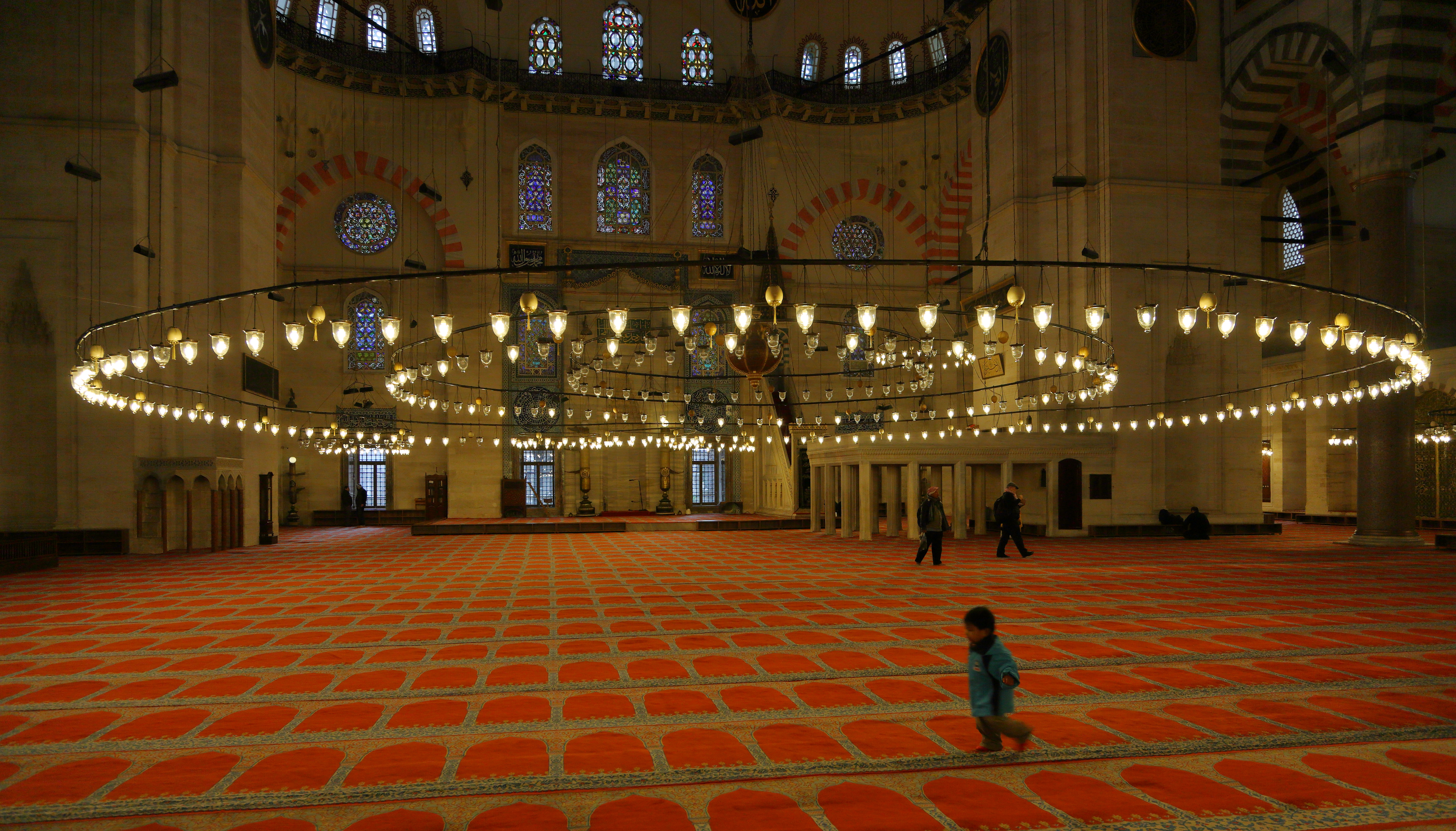
Lustre en couronnes à chandelles, XVIe siècle s., mosquée Süleymaniye, Istanbul.

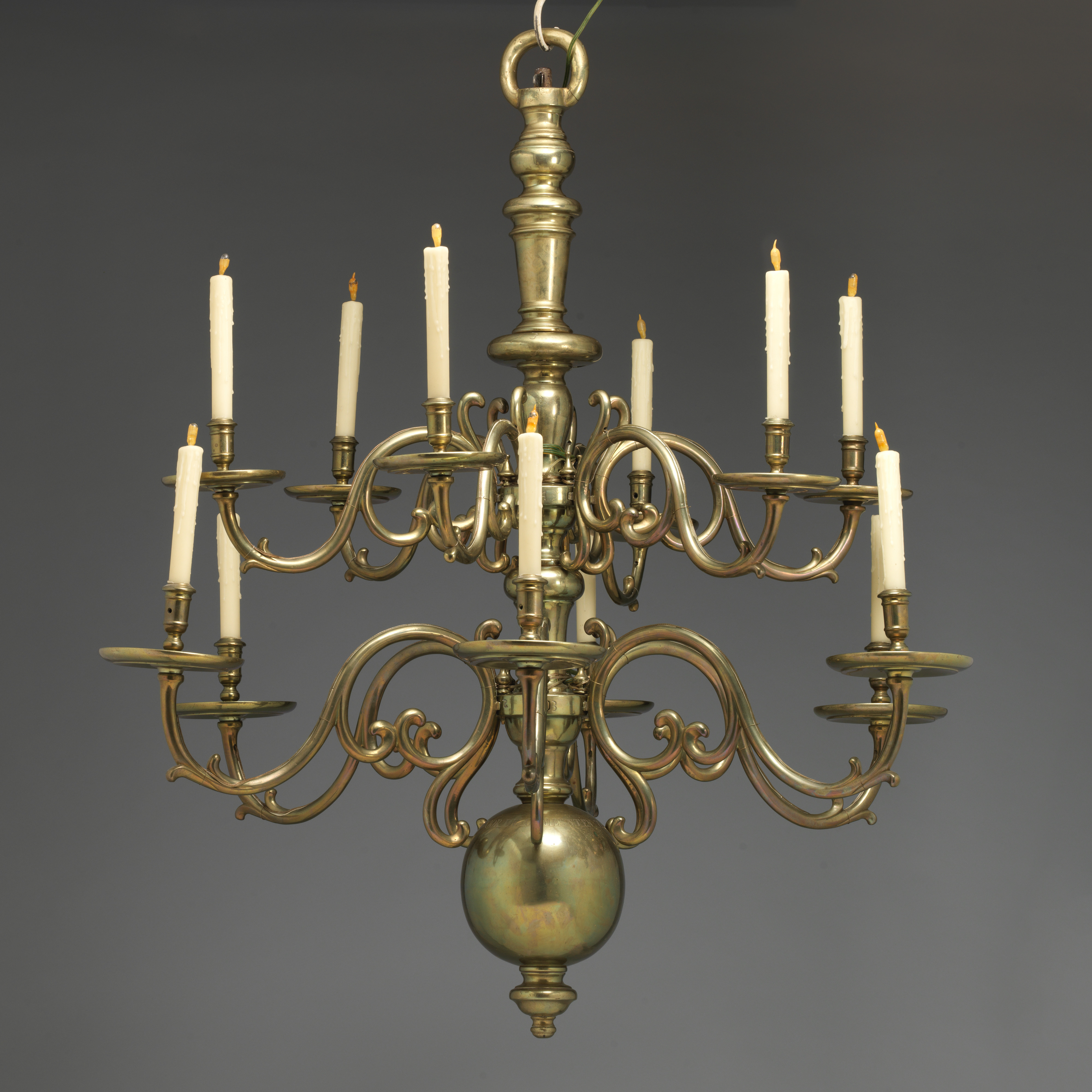
Chandelier hollandais, XVIIIe siècle s.

Le chandelier suspendu n'est devenu un « lustre » qu'au XVIIe siècle, quand est venue la mode de le garnir de cristaux, sous la forme de breloques en pendentif, pour qu'il réfléchisse la lumière par réflexion et par réfraction. Ce sont en effet ces pendeloques de cristal, taillées en facettes, qui donnent le « lustre », c'est-à-dire le brillant et l'éclat, au chandelier suspendu. Le mot, par glissement, désignera bientôt le luminaire lui-même. 
Dans un premier temps, ces chandeliers particulièrement luxueux sont garnis de cristaux de quartz transparent (cristal de roche) ; on les monta ensuite avec des verres riches en plomb plus économiques (cristal de verrier).
Avant qu'apparaissent ces « lustres », les chandeliers accrochés au plafond et donnant un éclairage zénithal, restent de simples chandeliers à plusieurs lumières. D'abord peu courants en dehors des lieux de culte, ils deviennent plus fréquents chez les particuliers à la fin du Moyen-Âge.
Aux XIVe et XVe siècles, pour éclairer les grandes salles des maisons et des châteaux, il existe des chandeliers suspendus prenant la forme d'une croix de bois. On les nomme alors croisées ou croisels ; ce sont les plus simples et ils portent en général quatre lumières.
D'autres chandeliers sont en fer forgé quelquefois doré, et ils ont très souvent la forme d'une couronne,, quelquefois à cercles multiples et concentriques. Ce type de chandelier suspendu peut alors porter un nombre considérable de lumières.
Né au Moyen Âge, le chandelier vernaculaire « à massacre » est un éclairage dont les pays germaniques font grand usage à partir de la Renaissance. Il s'agit là d'un chandelier suspendu à sculpture (figure humaine ou animal fantastique) d'où sortent des bois de cerf ou d'élan. Le plus souvent, ce sont les bois qui portent les lumières.
Aux XVe et XVIe siècles, le chandelier suspendu dit « flamand » est à la mode. De laiton ou de bronze fourbi (poli) pour refléter la lumière, il devient d'usage relativement courant dans les maisons bourgeoises. Ces chandeliers sont le plus souvent décorés de branches découpées en fleurs et d'une figurine ou d'un zoomorphe au point d'attache.
Au début du XVIIe siècle, les Provinces-Unies diffusent dans une grande partie de l'Europe un modèle de chandelier suspendu à larges branches raccordées sur des éléments tournés en sphère et en toupie en métal. La lumière se reflète sur les surfaces courbes en laiton poli.
Dans la deuxième part de ce siècle, l'apparition du mot « lustre » permettra de désigner dès lors, et souvent rétrospectivement, tous les « chandeliers suspendus ».

## Galerie d'images

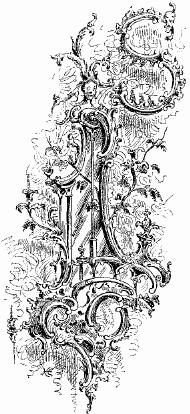
Girandole en usage à partir du XVIIe siècle.
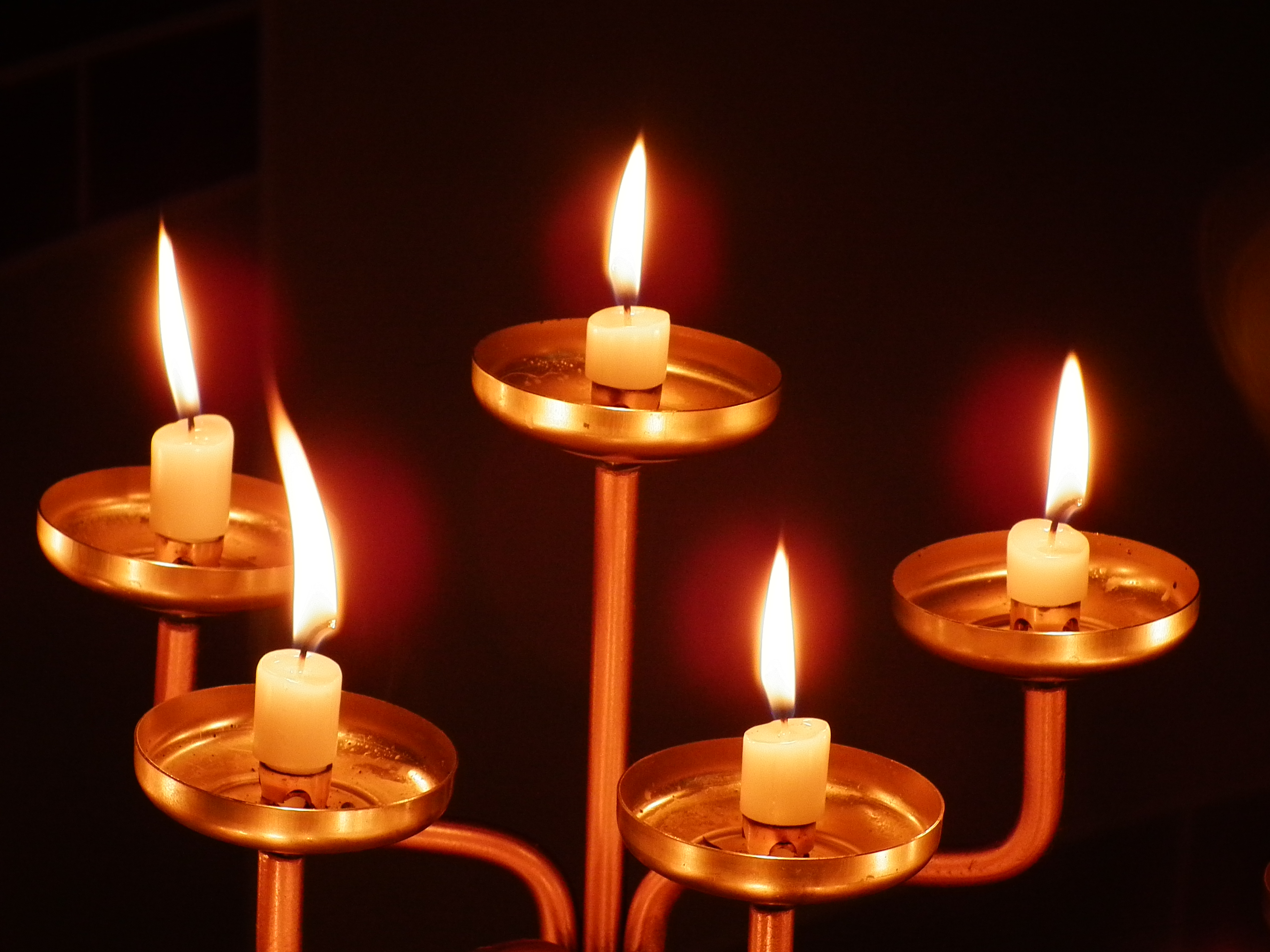
Branches avec leurs bobèches.
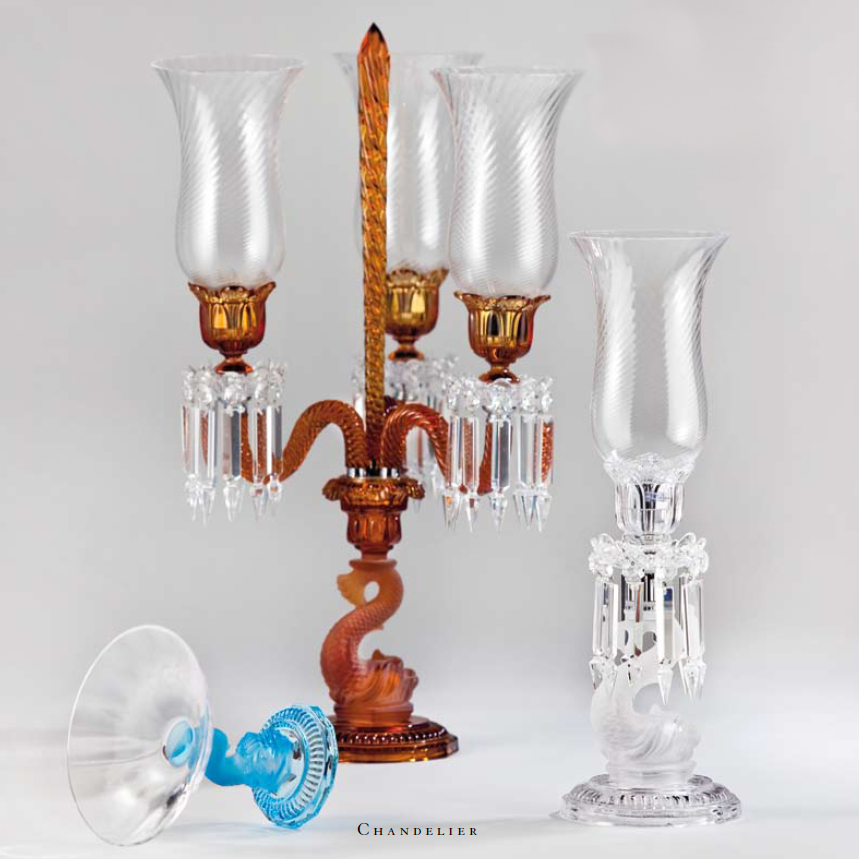
Chandelier « Dauphin » par la cristallerie de Portieux.
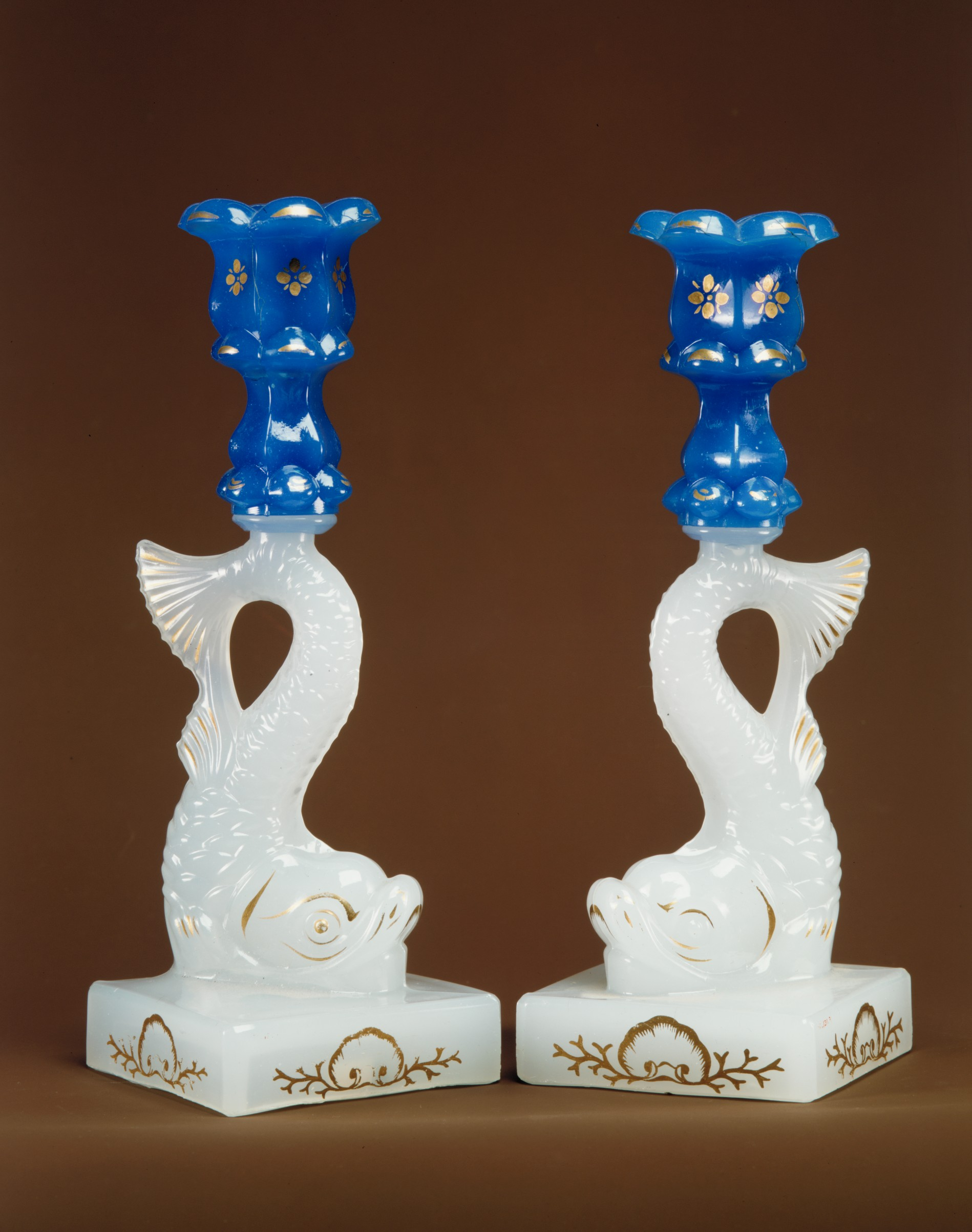
Chandeliers pisciformes en verre, 1845-65.
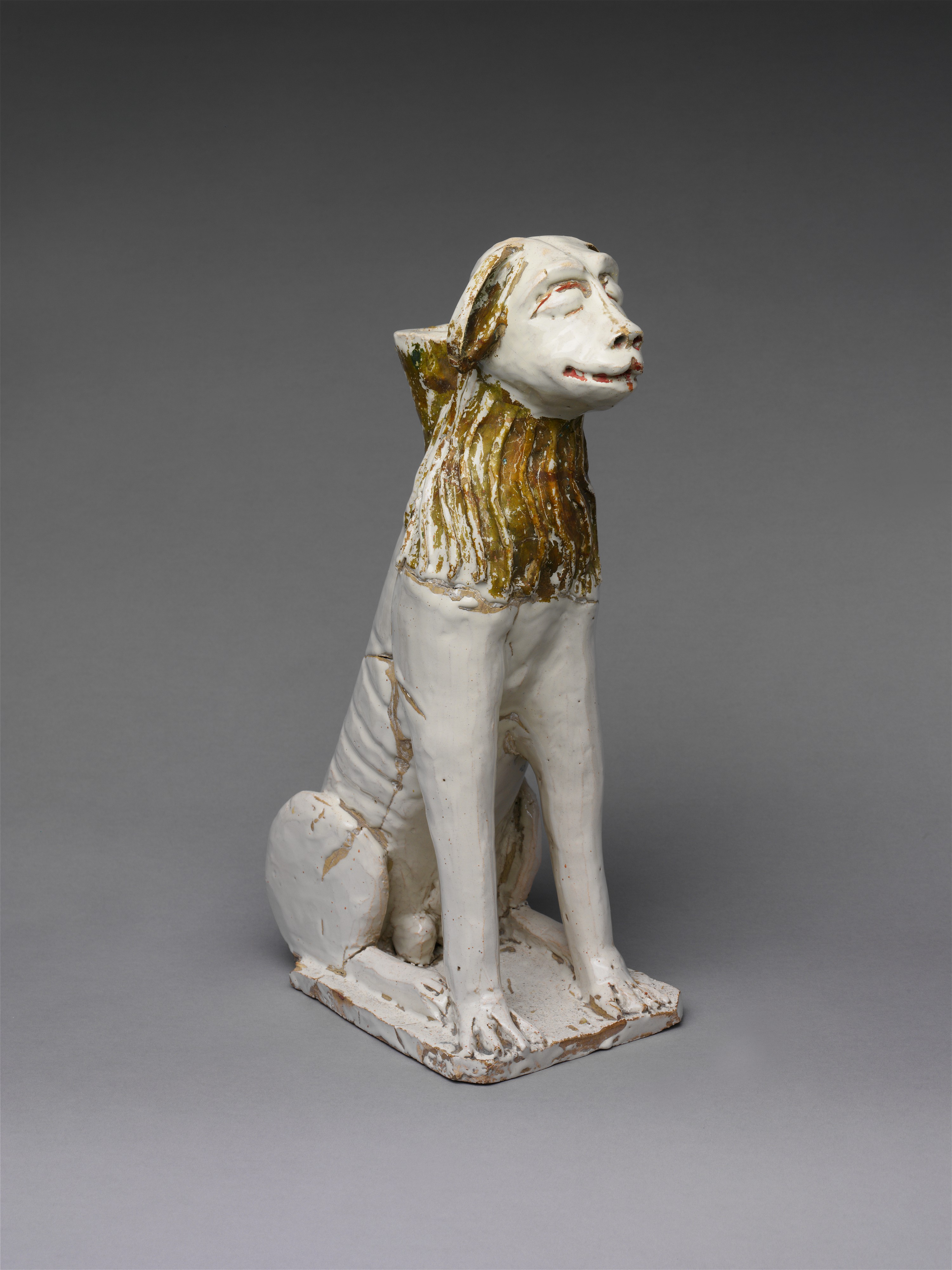
Chandelier en forme de chien,1800.
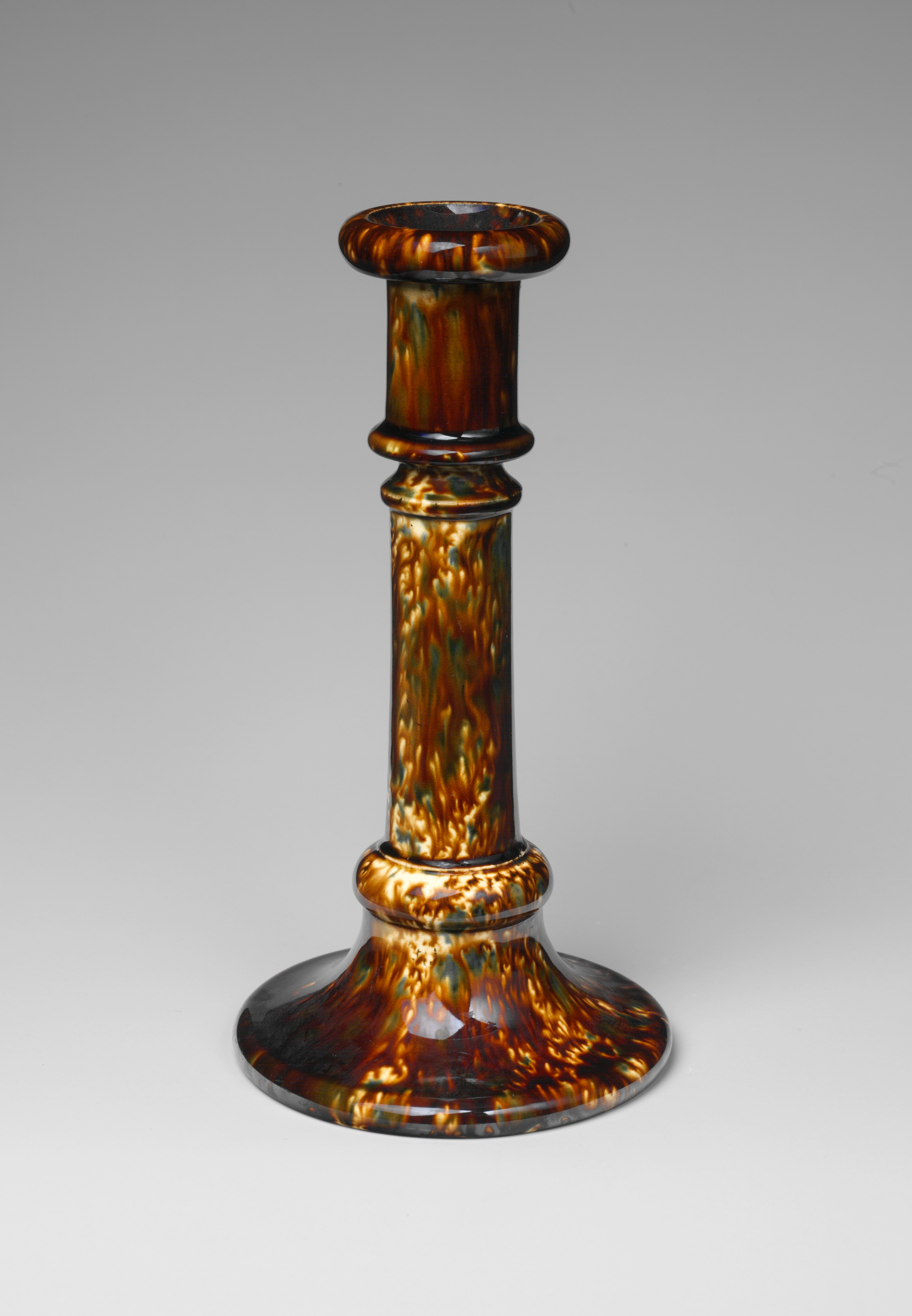
Chandelier en céramique, XIXe siècle.
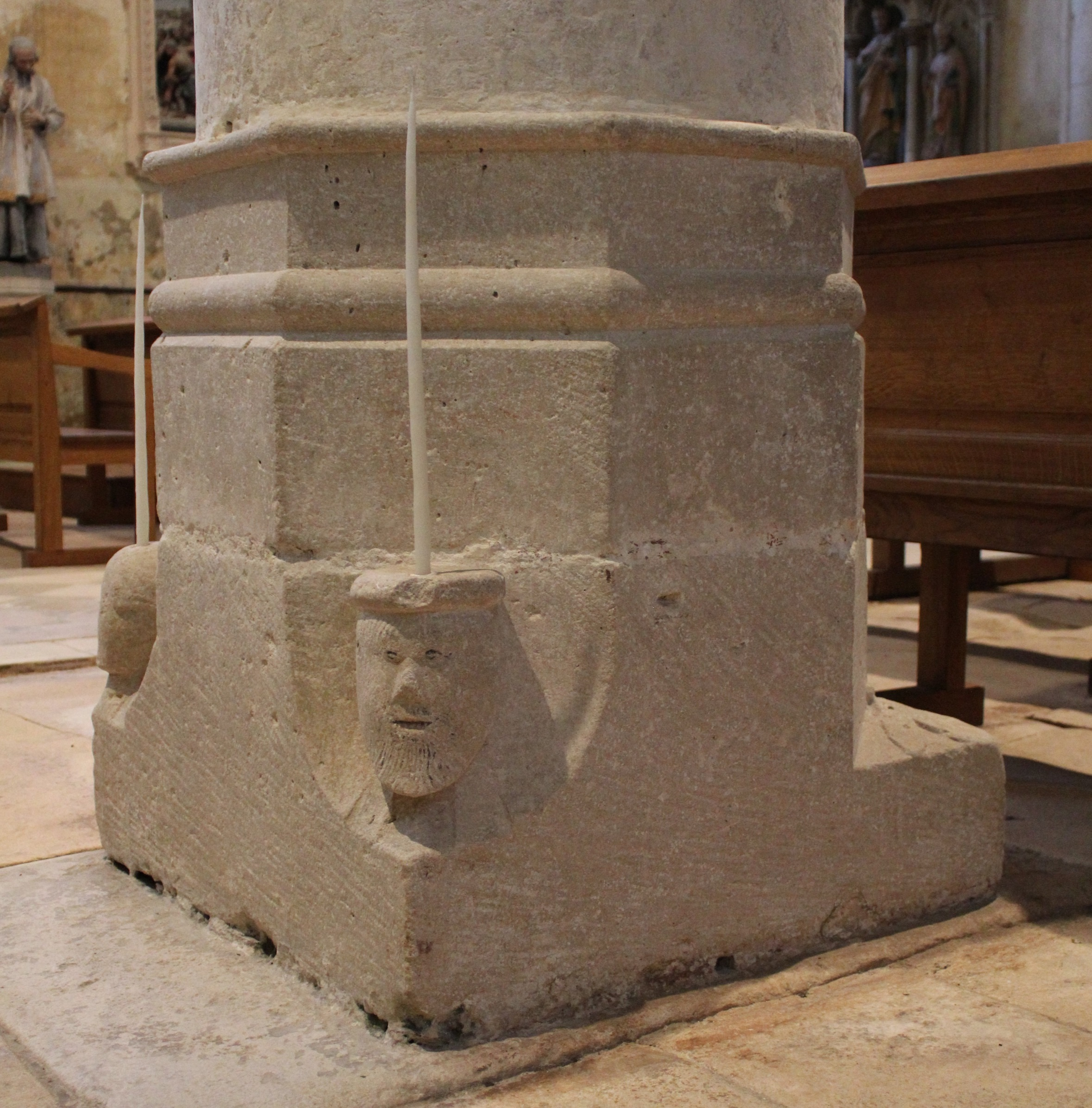
Chandelier ou porte-cierge de Creuë fin XVe siècle.
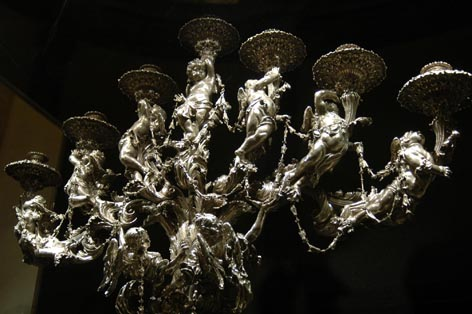
Menorah juive en argent des Chuetas de Palma de Majorque.
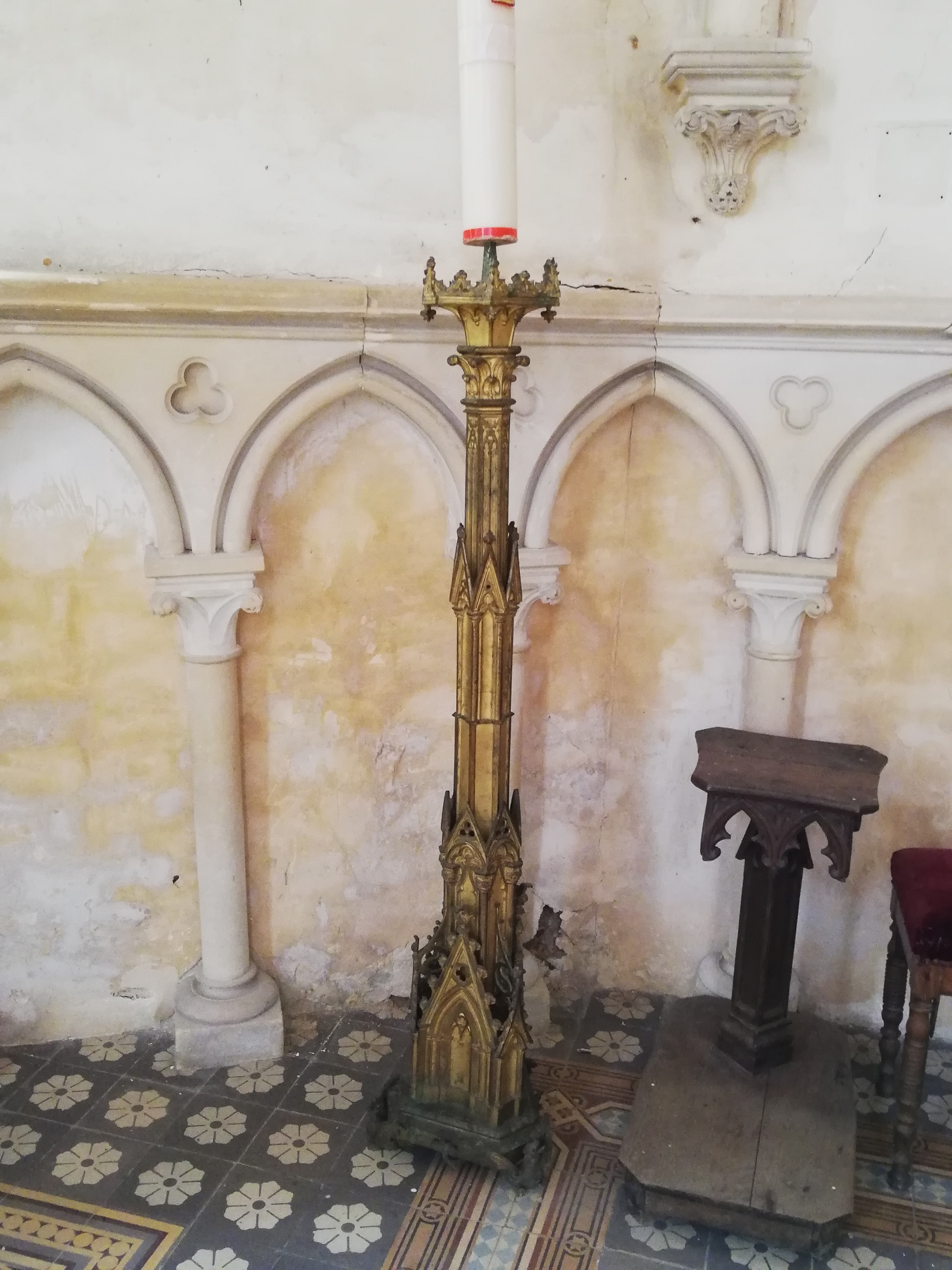
Pique-cierge. Église Notre-Dame-des-Anges du Vrétot.
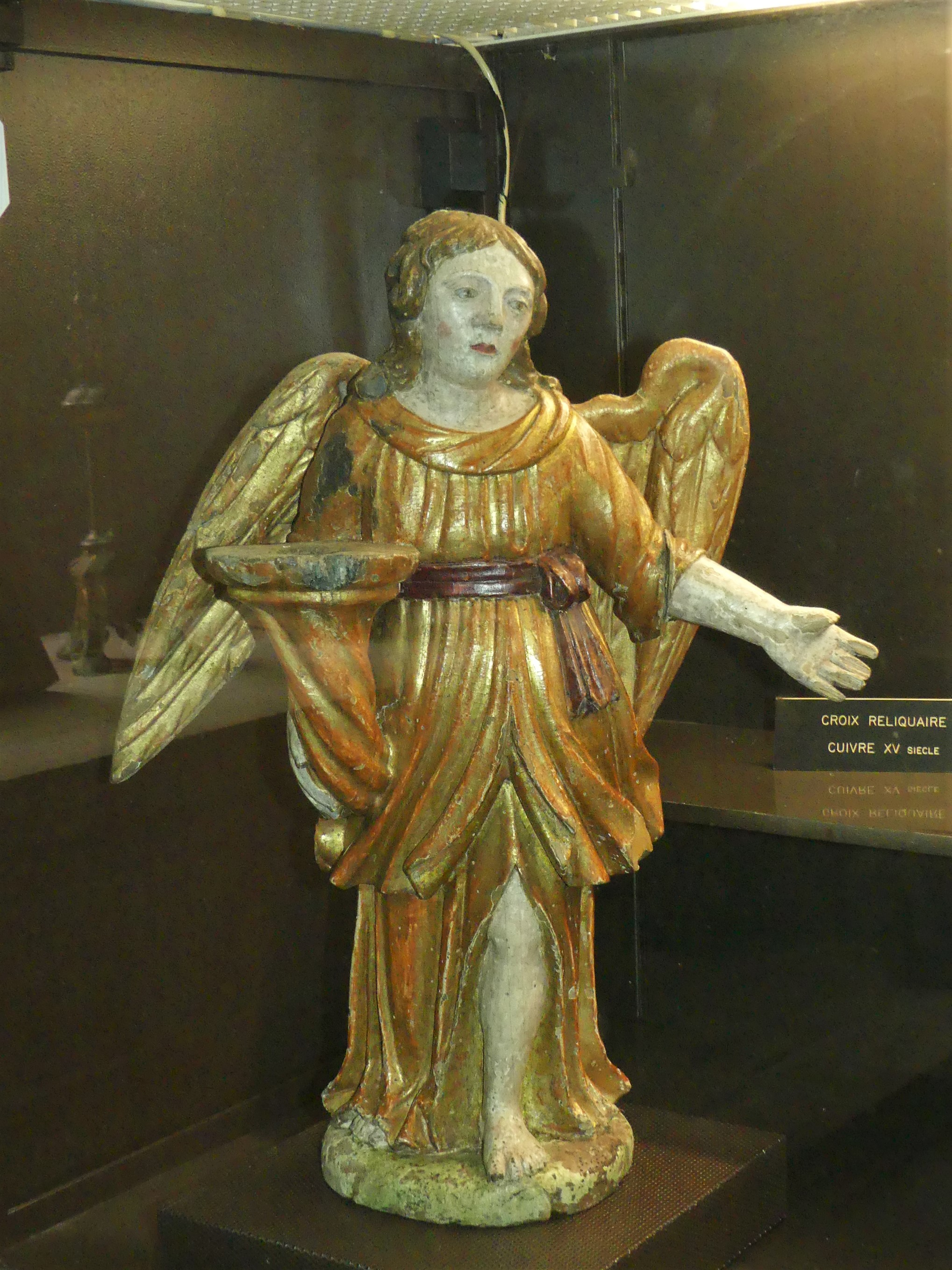
Ange céroféraire : porte-cierge. Abbaye de Moutier-d'Ahun. XVIIe siècle.
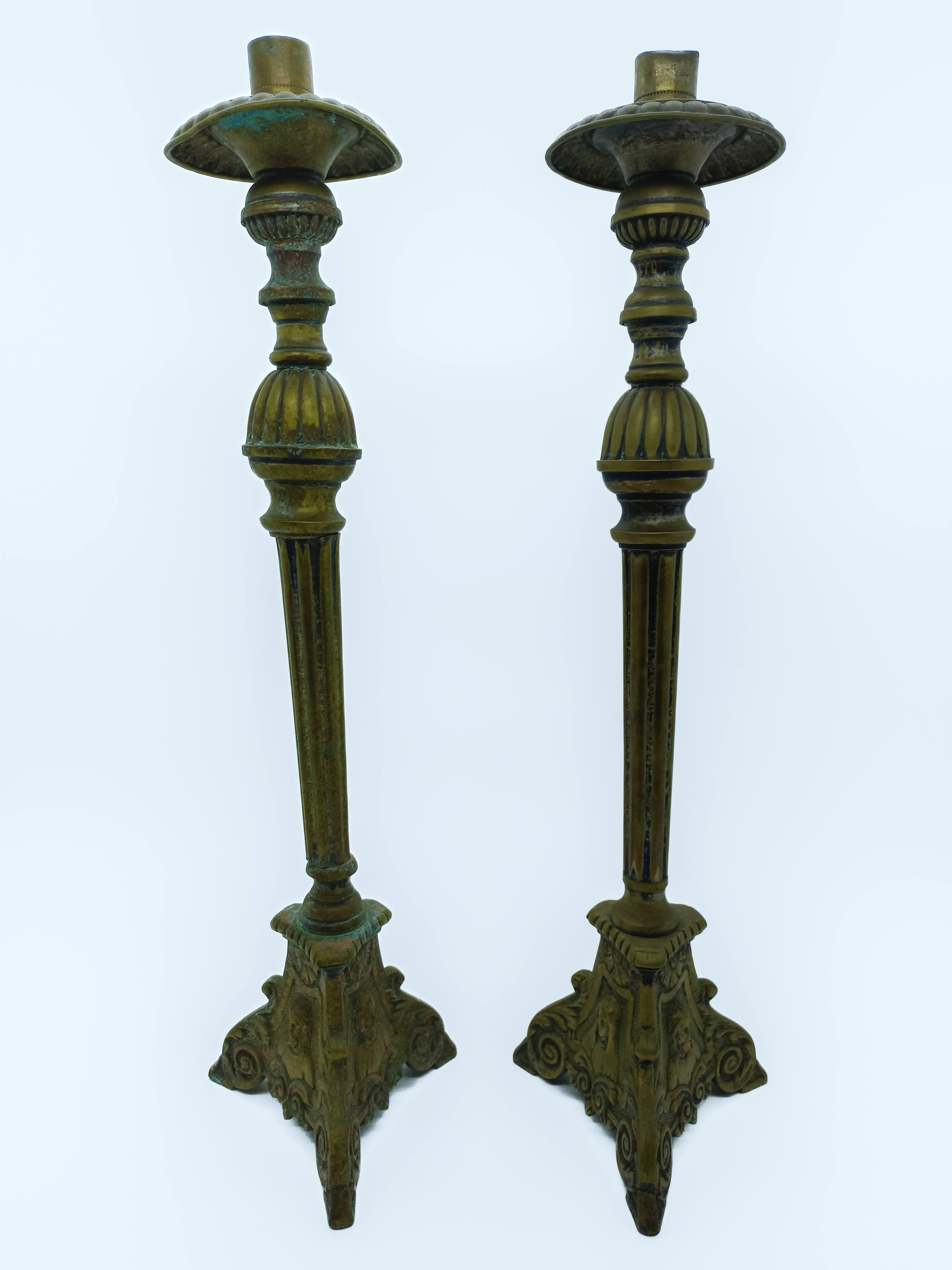